# Cosmoconus xixiaensis
Cosmoconus xixiaensis là một loài tò vò trong họ Ichneumonidae.